# Morti nel 1149
| Questa pagina contiene informazioni ricavate automaticamente dalle voci biografiche con l'ausilio del template Bio e di un bot. L'aggiornamento è periodico e automatico e ricostruisce completamente la pagina. Se manca una persona in questa lista, sei pregato di non aggiungerla, ma accertati piuttosto che la sua voce biografica contenga il template Bio e che i dati anagrafici siano correttamente compilati. Se il template Bio manca, inseriscilo tu stesso o, in alternativa, metti l'avviso {{tmp\|Bio}} che ne segnala la mancanza. Se i dati riportati sono sbagliati, correggi direttamente la voce biografica; le modifiche saranno visibili in questa lista entro pochi giorni. Per chiarimenti vedi il progetto biografie. La lista contiene solo le 14 persone che sono citate nell'enciclopedia e per le quali è stato implementato correttamente il template Bio. Pagina aggiornata al 13 gen 2025. |

- 15 gennaio - Berengaria di Barcellona, regina (n. 1116)
- 24 gennaio - Goffredo di Lèves, vescovo francese
- 27 febbraio - Luca di Messina, abate italiano
- 24 aprile - Pétronille de Chemillé, badessa e religiosa francese
- 29 giugno - Raimondo di Poitiers, cavaliere medievale francese
- 28 agosto - Mu'in al-Din Unur, condottiero siriano
- 10 ottobre - Al-Hafiz, imam arabo
- Qadi Ayyad, imam arabo (n. 1083)
- Altemanno, vescovo cattolico tedesco
- Stefano Contostefano, militare e nobile bizantino
- Ghigo di Forcalquier, conte
- Ma gCig, monaca buddhista e insegnante tibetana (n. 1055)
- Raimondo I di Baux, nobile francese (n. 1075)
- Sayf al-Dīn Ghāzī I, sovrano siriano